# Soukaphone Vongchiengkham
Soukaphone Vongchiengkham (tiếng Lào: ສຸກອາພອນ ວົງຈຽງຄໍາ; sinh ngày 9 tháng 3 năm 1992) là một cầu thủ bóng đá người Lào hiện đang thi đấu ở vị trí tiền vệ chạy cánh cho Nakhon Si United của Thai League 2 và là đội trưởng đội tuyển bóng đá quốc gia Lào.

## Bàn thắng quốc tế
Tỉ số và kết quả liệt kê bàn thắng của Lào trước.
| #   | Ngày                 | Địa điểm                                               | Đối thủ           | Tỉ số | Kết quả | Giải đấu                                       |
| --- | -------------------- | ------------------------------------------------------ | ----------------- | ----- | ------- | ---------------------------------------------- |
| 1.  | 24 tháng 10 năm 2010 | Sân vận động Quốc gia Lào mới, Viêng Chăn, Lào         | Philippines       | 1–0   | 2–2     | Vòng loại giải vô địch bóng đá Đông Nam Á 2010 |
| 2.  | 26 tháng 10 năm 2010 | Sân vận động Quốc gia Lào mới, Viêng Chăn, Lào         | Đông Timor        | 2–1   | 6–1     | Vòng loại giải vô địch bóng đá Đông Nam Á 2010 |
| 3.  | 16 tháng 2 năm 2011  | Sân vận động Quốc gia Lào mới, Viêng Chăn, Lào         | Đài Bắc Trung Hoa | 1–1   | 1–1     | Vòng loại AFC Challenge Cup 2012               |
| 4.  | 23 tháng 7 năm 2011  | Kunming Tuodong Sports Center, Côn Minh, Trung Quốc    | Trung Quốc        | 1–0   | 2–7     | Vòng loại World Cup 2014                       |
| 5.  | 4 tháng 3 năm 2013   | Sân vận động Quốc gia Lào mới, Viêng Chăn, Lào         | Sri Lanka         | 1–0   | 4–2     | Vòng loại AFC Challenge Cup 2014               |
| 6.  | 16 tháng 11 năm 2013 | Sân vận động Quốc gia Lào mới, Viêng Chăn, Lào         | Guam              | 1–0   | 1–1     | Giao hữu                                       |
| 7.  | 14 tháng 10 năm 2014 | Sân vận động Quốc gia Lào mới, Viêng Chăn, Lào         | Brunei            | 1–0   | 4–2     | Vòng loại giải vô địch bóng đá Đông Nam Á 2014 |
| 8.  | 14 tháng 10 năm 2014 | Sân vận động Quốc gia Lào mới, Viêng Chăn, Lào         | Brunei            | 2–0   | 4–2     | Vòng loại giải vô địch bóng đá Đông Nam Á 2014 |
| 9.  | 14 tháng 10 năm 2014 | Sân vận động Quốc gia Lào mới, Viêng Chăn, Lào         | Brunei            | 4–1   | 4–2     | Vòng loại giải vô địch bóng đá Đông Nam Á 2014 |
| 10. | 18 tháng 10 năm 2014 | Sân vận động Quốc gia Lào mới, Viêng Chăn, Lào         | Đông Timor        | 2–0   | 2–0     | Vòng loại giải vô địch bóng đá Đông Nam Á 2014 |
| 11. | 18 tháng 10 năm 2016 | Sân vận động Olympic Phnôm Pênh, Phnôm Pênh, Campuchia | Đông Timor        | 2–1   | 2–1     | Vòng loại giải vô địch bóng đá Đông Nam Á 2016 |
| 12. | 21 tháng 10 năm 2016 | RSN Stadium, Phnôm Pênh, Campuchia                     | Brunei            | 1–1   | 4–3     | Vòng loại giải vô địch bóng đá Đông Nam Á 2016 |
| 13. | 31 tháng 5 năm 2019  | Sân vận động Quốc gia Lào mới, Viêng Chăn, Lào         | Sri Lanka         | 1–2   | 2–2     | Giao hữu                                       |
| 14. | 31 tháng 5 năm 2019  | Sân vận động Quốc gia Lào mới, Viêng Chăn, Lào         | Sri Lanka         | 2–2   | 2–2     | Giao hữu                                       |
| 15. | 30 tháng 12 năm 2022 | Sân vận động Thuwunna, Yangon, Myanmar                 | Myanmar           | 1–0   | 2–2     | Giải vô địch bóng đá Đông Nam Á 2022           |